# LM-68M
LM-68M（ロシア語: ЛМ-68М）は、かつてソビエト連邦（現：ロシア連邦）に存在した輸送用機器製造メーカーのレニングラード都市電気車両修理工場（→ペテルブルク路面電車機械工場）が、1973年から1988年まで製造した路面電車車両。従来の車両から製造工程・メンテナンスの簡素化や安全性の強化が図られ、2,100両以上の大量生産が行われた。形式名の「M（М）」にちなみ「マシュカ（Машка）」と言う愛称で呼ばれる事もある。
この項目では、LM-68Mを基に製造された発展形式および近代化工事後の形式についても解説する。

## 概要
1968年以降、レニングラード都市電気車両修理工場では各地の路面電車の需要増加に対応するため、総括制御による連結運転を可能としたLM-68の量産が行われていた。だが、天窓が存在する事により製造工程やメンテナンスが複雑化した事に加え、一部の側梁の省略による車体強度の不足が課題となっていた。そこで1972年、これらの問題を解消した改良型車両を製造する計画が始まり、翌1973年に最初の試作車が完成した。これがLM-68Mである。
車体はLM-68と同様に直線を多用した角ばった形状が採用されたが、製造工程やメンテナンスの簡素化を図るためLM-68に存在した天窓が廃止され、代わりに側窓の面積が拡大した他、先頭や後方の窓部分の傾斜も無くなり、よりシンプルな外見に改められた。車内の床面高さについても、乗降扉付近に傾斜が存在したLM-68とは異なり全体が同一の高さとなり、座席下部には暖房効果を高めるためヒーターが設置された。折り戸式の乗降扉は右側面に3箇所設置されており、扉が開いている間は走行が出来ない安全機構も搭載された。
保温効果を高めるために運転室は仕切りによって客室と区切られており、速度制御は総括制御を行う関係もあり間接制御方式が導入された。これを含めた主要機器はLM-68の機構が引き続き採用された。集電装置については、試作車はシングルアーム式パンタグラフを用いた一方で量産車では従来の車両と同様の菱形パンタグラフが用いられており、試作車についても後年そちらに交換された。

## 運用・車種
1973年から1974年に試作車が製造された後、翌1975年に量産に関する認可を受け、レニングラード市電（現：サンクトペテルブルク市電）を始めとしたソ連各地の路面電車へ向けて大量生産が開始された。量産中にも一部の設計変更が行われ、1980年には窓配置の見直しによる後部乗降扉幅の拡大、主要機器の配置の改良が実施され、1986年以降に製造された車両はメンテナンス簡素化を理由に主要機器の一部が車内後部に配置された。その後、更なる需要増加に対応するため同様の機器を用いた連接車のLVS-86（ЛВС-86、71-86）に量産体制が移行した事でLM-68の製造は1988年をもって終了し、総生産数は2,108両にも達した。

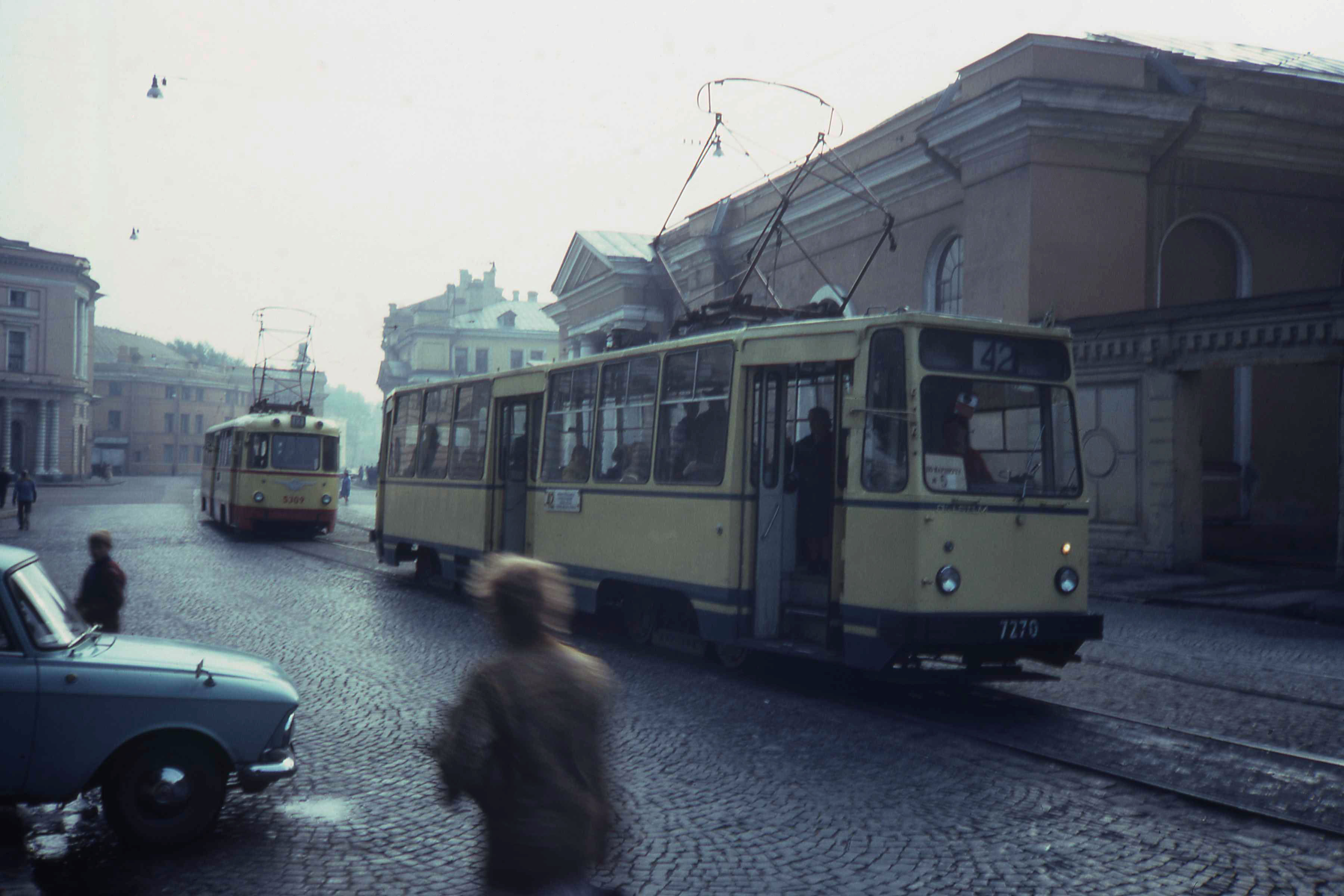
登場当初の塗装（レニングラード市電、1982年撮影）
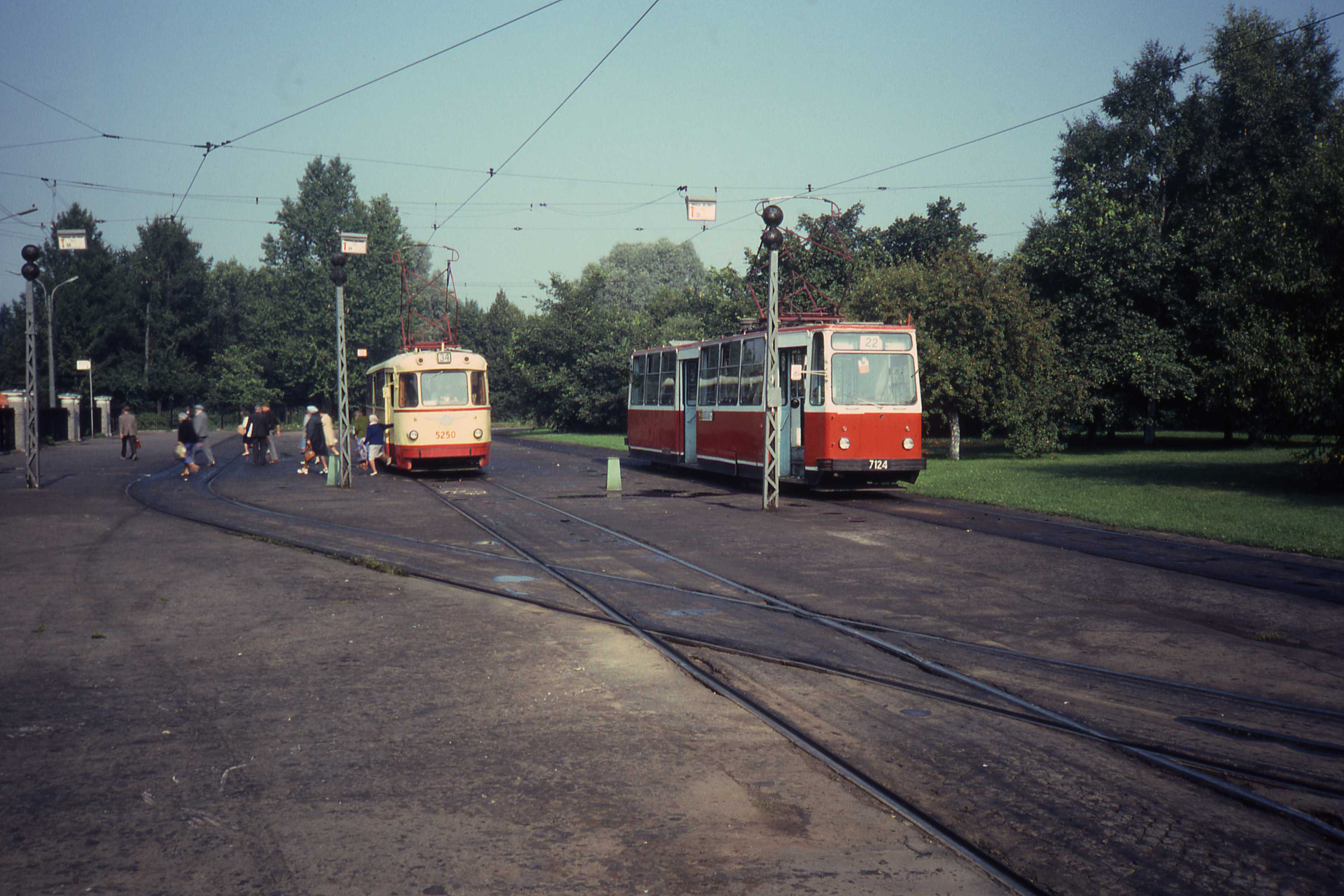
上半分白色、下半分赤色の塗装に変更されたレニングラード市電のLM-68M（右、1982年撮影）
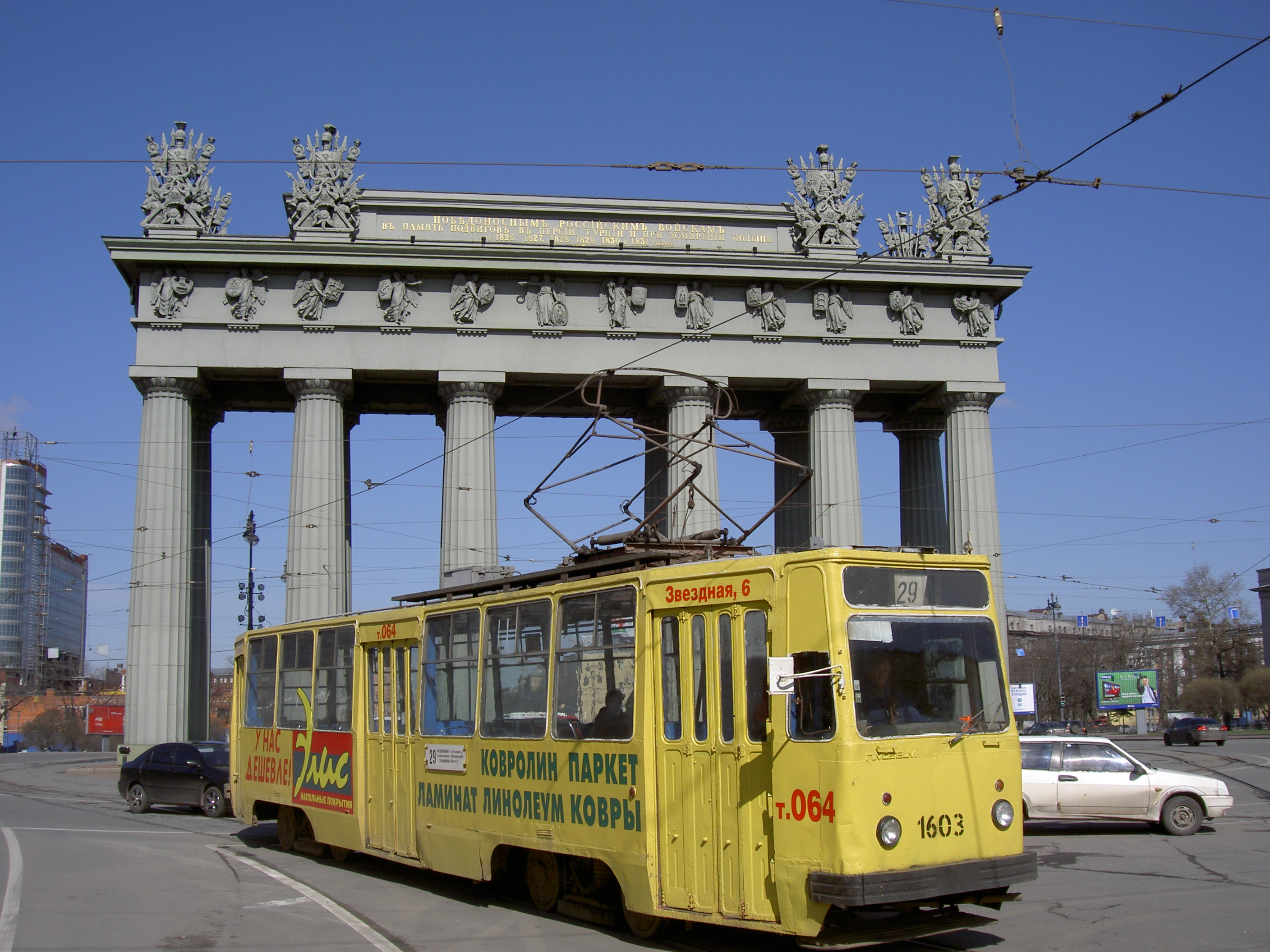
広告塗装（サンクトペテルブルク市電、2008年撮影）

このLM-68を基に製造された発展形式として、以下の2形式が存在する。
- LP-83（ЛП-83） - LM-68Mを基に製造された、運転台や主電動機が設置されていない付随車。1983年に1両が試作され、レニングラード市電で試運転が行われたが、ドラムブレーキの信頼性の低さや牽引する動力車（LM-68M）の負担増加などの欠点が指摘され、量産される事はなかった[3]。
- 71-88G（71-88Г） - 1988年から1992年にかけて製造された、LM-68Mを基にした両運転台車両。車体両端に運転台があり、電気機器の一部は一方の運転室内部に設置された。乗降扉は両側面の右側・中央左寄りに存在し、集電装置（菱形パンタグラフ）も2基設置された。レニングラード市電に7両、チェリョームシキ市電[注釈 1]に6両が導入された[3]。

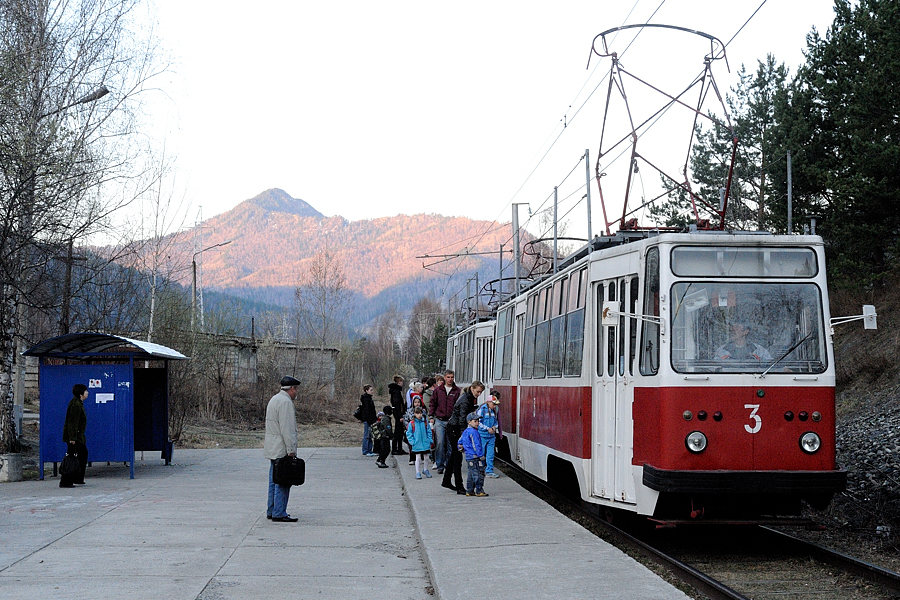
チェリョームシキ市電の71-88G
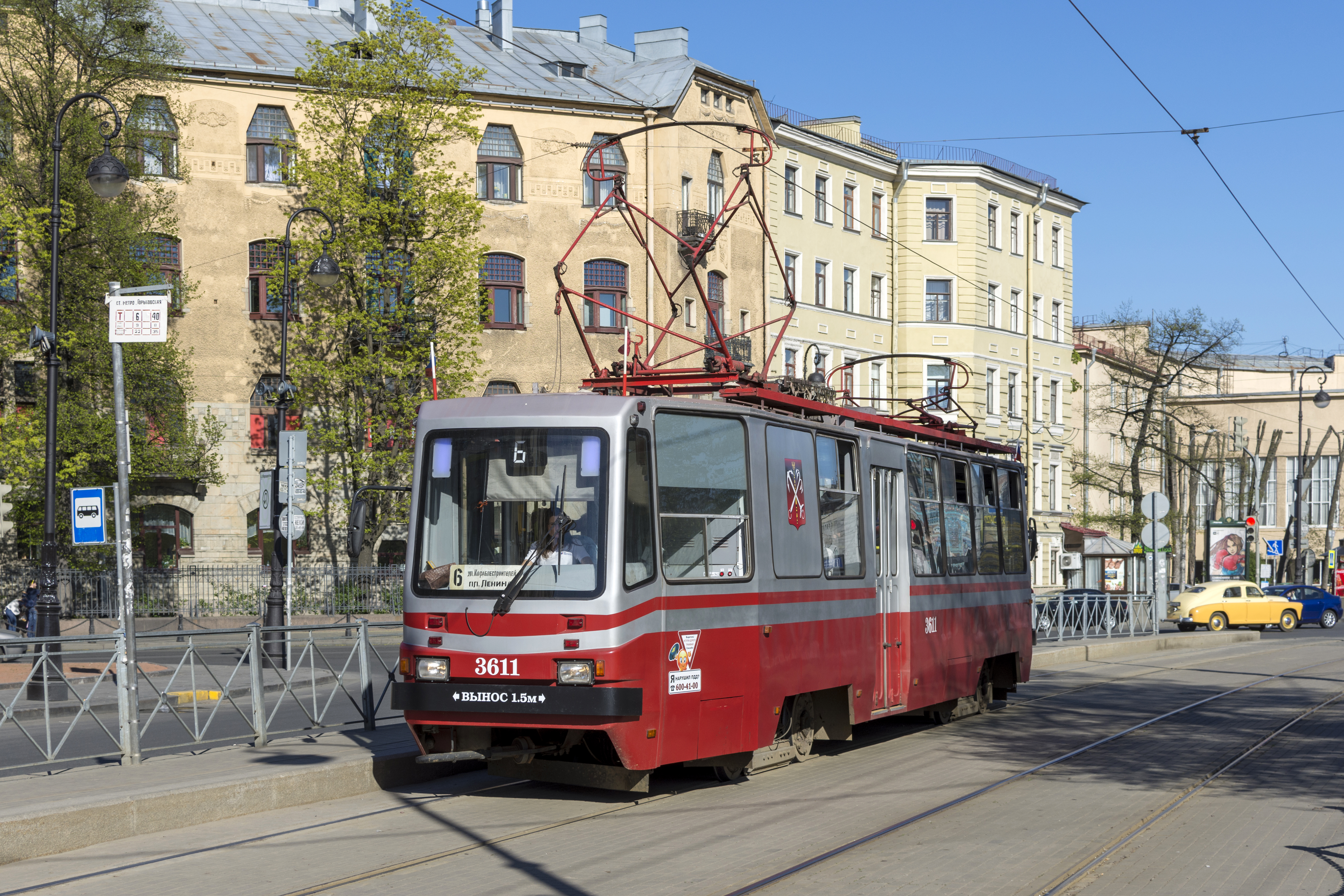
サンクトペテルブルク市電の71-88Gは更新工事が行われている

## 導入都市
| LM-68M・LP-83・71-88G 導入都市一覧（新造時） | LM-68M・LP-83・71-88G 導入都市一覧（新造時） | LM-68M・LP-83・71-88G 導入都市一覧（新造時） | LM-68M・LP-83・71-88G 導入都市一覧（新造時） |
| 形式                                         | 都市                                         | 導入車両数                                   |                                              |
| -------------------------------------------- | -------------------------------------------- | -------------------------------------------- | -------------------------------------------- |
| LM-68M                                       | レニングラード (レニングラード市電)          | 2,074両                                      |                                              |
| LM-68M                                       | アルハンゲリスク (アルハンゲリスク市電)      | 15両                                         |                                              |
| LM-68M                                       | テミルタウ (テミルタウ市電)                  | 13両                                         |                                              |
| LM-68M                                       | ゴーリキー (ゴーリキー市電)                  | 3両                                          |                                              |
| LM-68M                                       | チェレポヴェツ (チェレポヴェツ市電)          | 3両                                          |                                              |
| LP-83                                        | レニングラード (レニングラード市電)          | 1両                                          |                                              |
| 71-88G                                       | レニングラード (レニングラード市電)          | 7両                                          |                                              |
| 71-88G                                       | チェリョームシキ (チェリョームシキ市電)      | 6両                                          |                                              |

## 改造
2010年代以降、サンクトペテルブルク市電にはLM-68Mの車体や主要機器の更新を始めとした近代化工事を実施した車両が導入されている。

### LM-68M2（ЛМ-68М2）

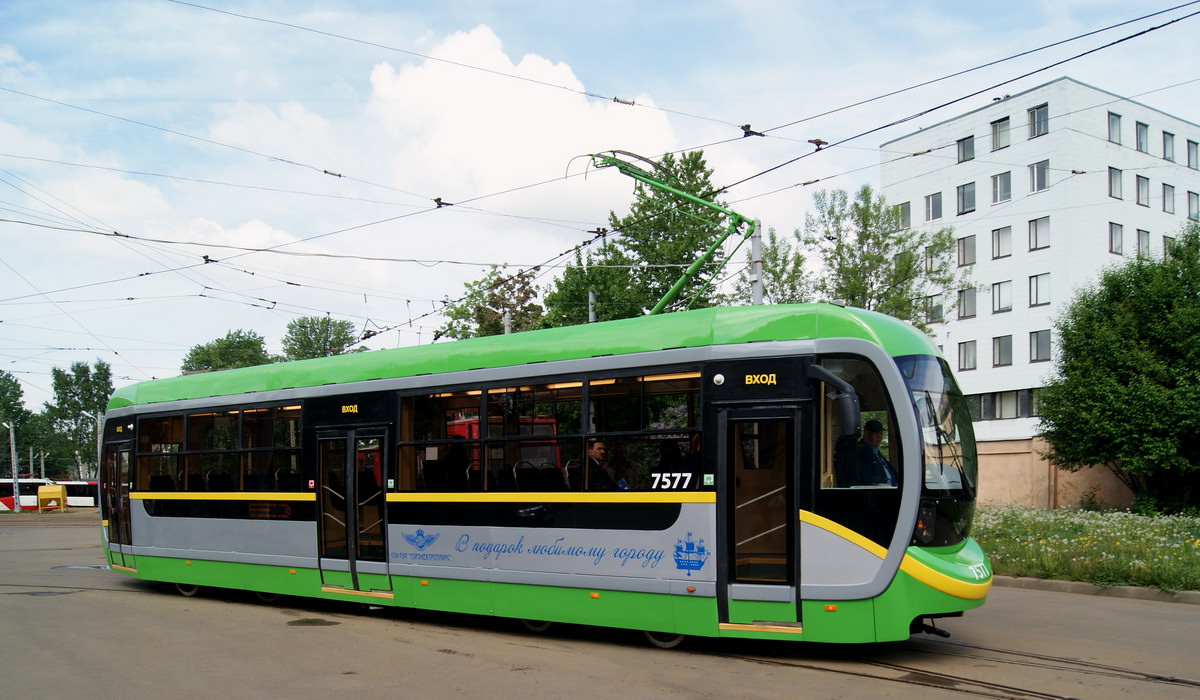
LM-68M2

安価での設備更新を目的に、サンクトペテルブルク市電のLM-68Mの一部に車体更新を含めた近代化更新を実施した形式。新造した車体は外板を繊維強化プラスチックにする事でサンクトペテルブルクの多湿な環境下での腐食を防いでいる他、後部の乗降扉付近は低床構造となっており、車椅子やベビーカーでの乗降が容易となっている。また制動装置に回生ブレーキが導入され、消費電力が削減された他、加減速性能の強化が図られている。更新工事は2014年から行われているが、最初に工事が実施された車両のうち1両はLM-57を基にしたレトロ調のデザインが導入され、2019年には水素燃料電池を用いた架線レス路線向け試験車両に改造されている。

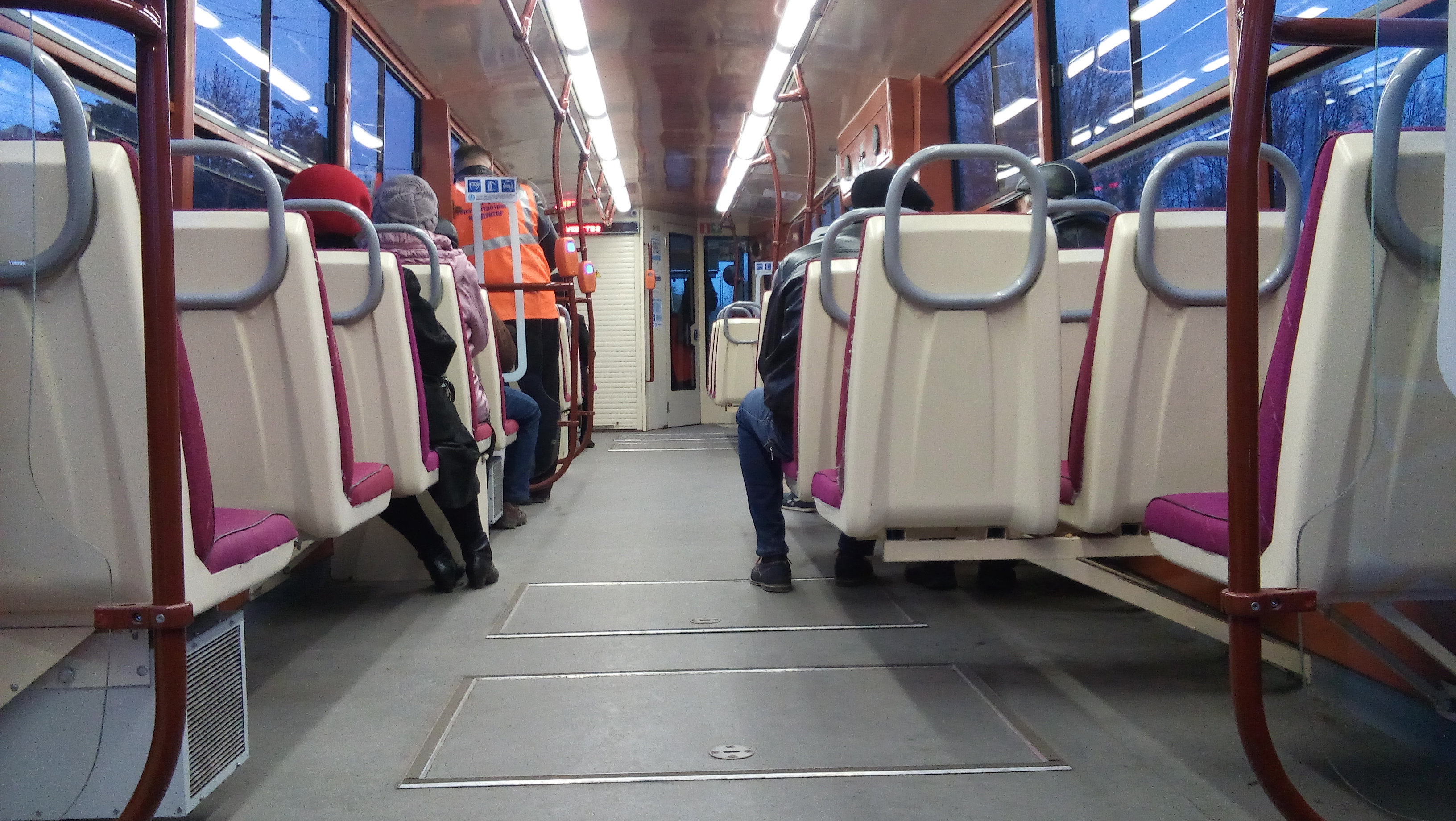
車内
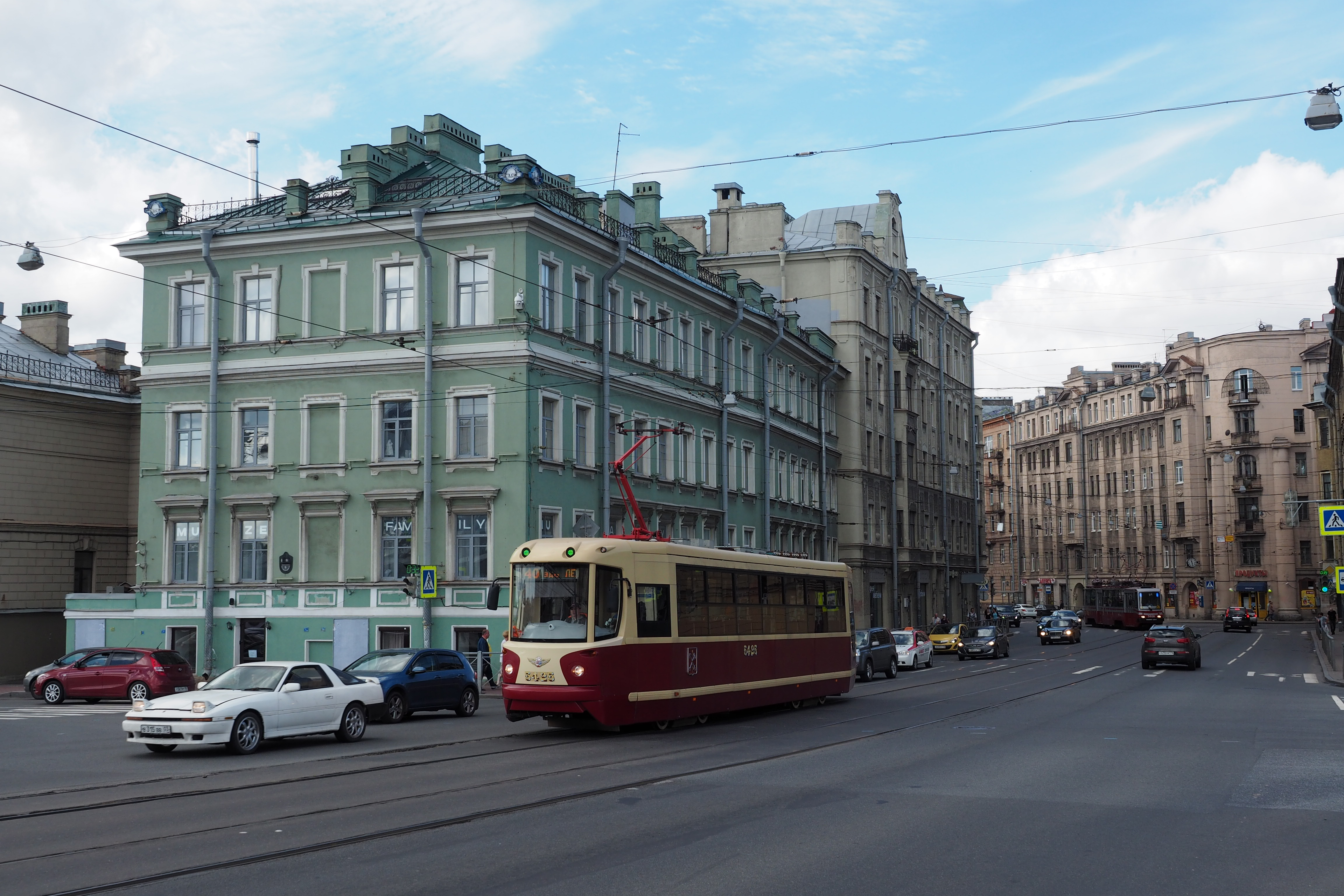
レトロ調の車体に更新された車両
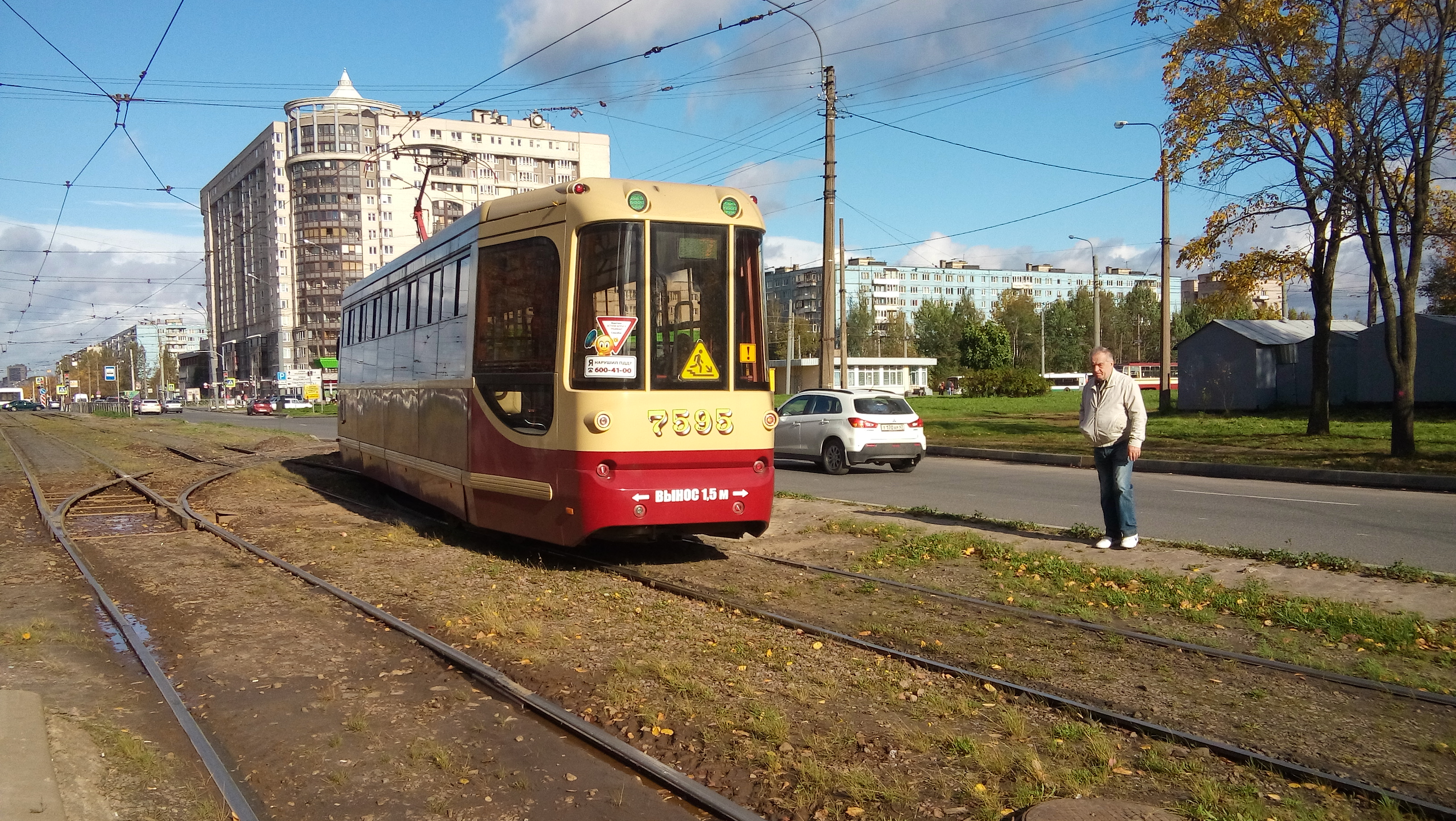
レトロ調車両の後方

### LM-68M3（ЛМ-68М3）

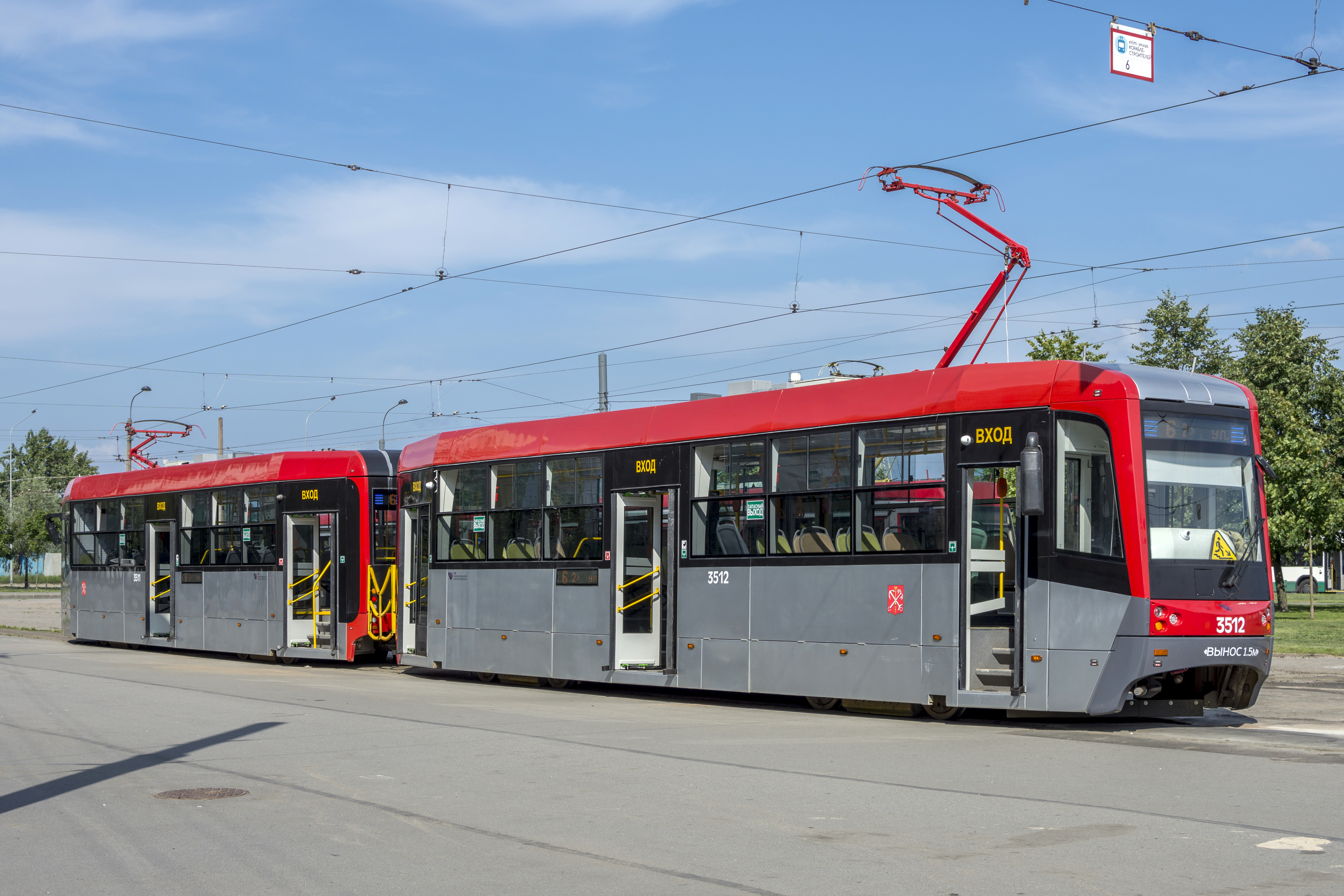
2両編成で運行するLM-68M3

LM-68Mの更新車両。2両を背中合わせに連結した両運転台列車での運用を前提としており、片運転台車体ながら両側面に乗降扉が設置されているのが特徴である。車体や内装はロシア連邦の有限会社である「研究・生産協会 "RIST"」（НАУЧНО-ПРОИЗВОДСТВЕННОЕ ОБЪЕДИНЕНИЕ "РОСТ"）が手掛けており、車体外板にはグラスファイバーが用いられる。

### その他

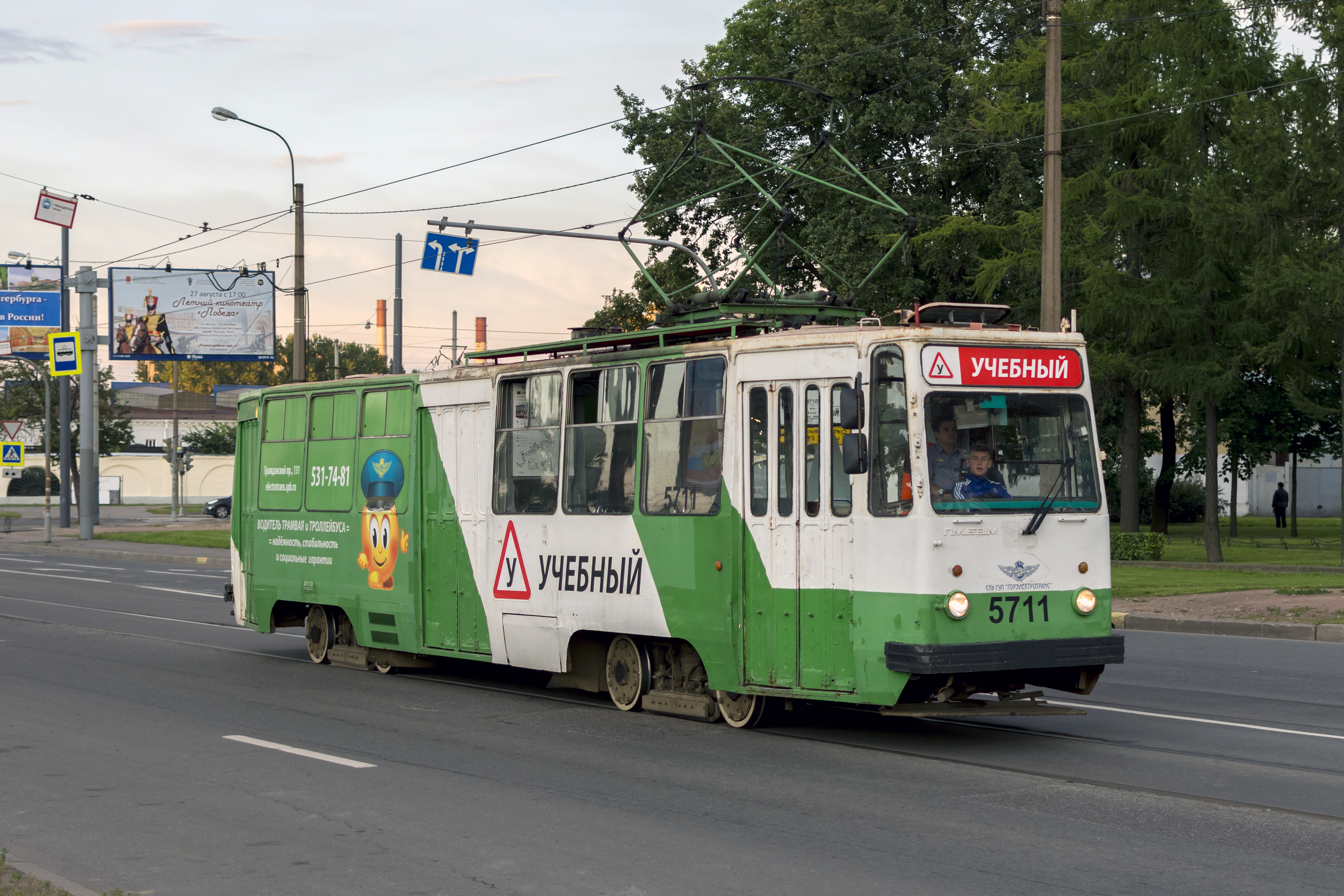
サンクトペテルブルク市電の訓練車に改造された車両
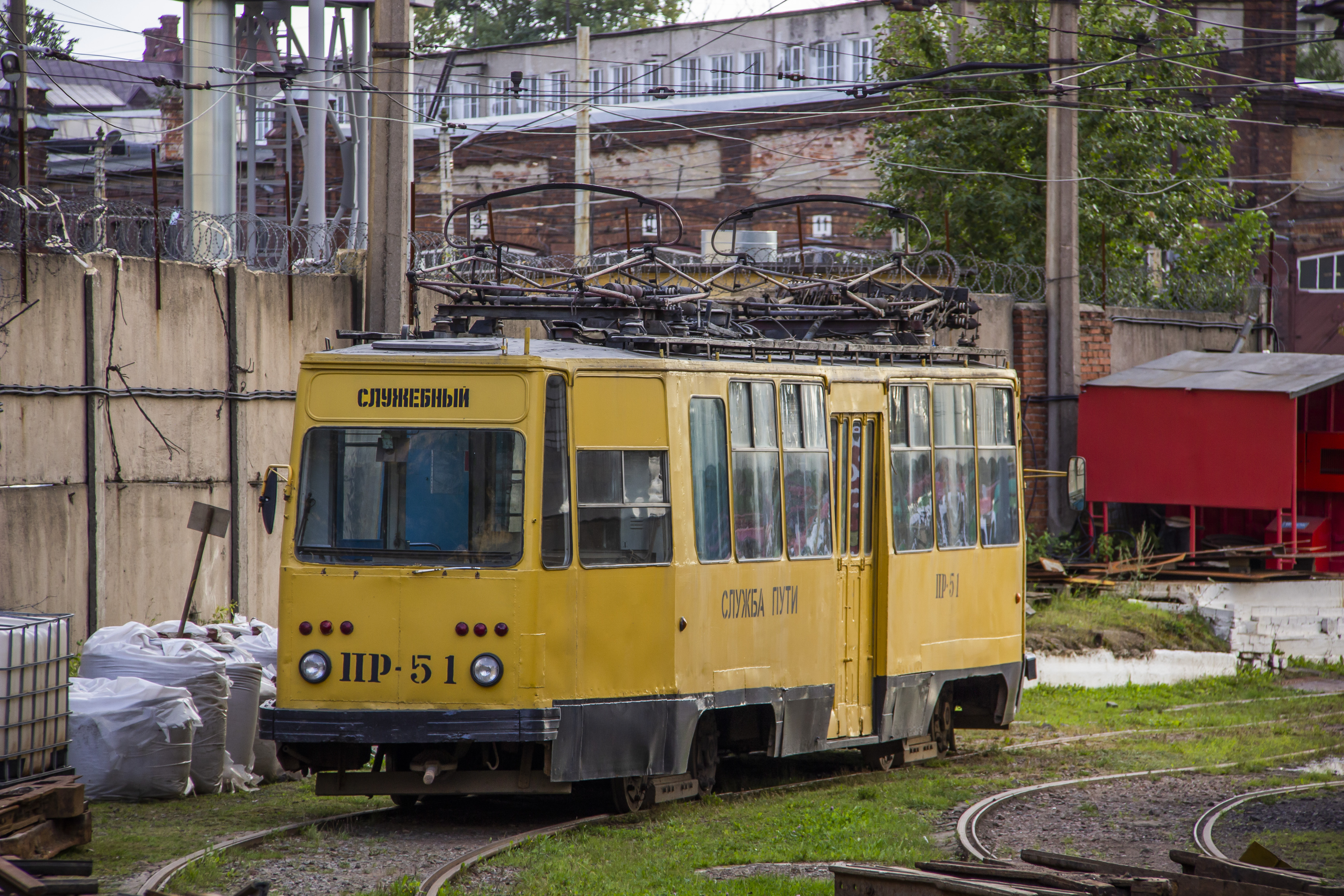
サンクトペテルブルク市電の事業用車に改造された車両